# Skagen
Skagen – duńskie miasto na północnym cyplu Jutlandii, drugi po Esbjerg port rybacki Danii.
Do roku 2007 miasto było siedzibą gminy Skagen; obecnie wchodzi w skład gminy Frederikshavn.
W mieście znajduje się stacja kolejowa Skagen.

## Zabytki oraz interesujące miejsca
- Muzeum sztuki w Skagen
- Muzeum Michaela i Anny Ancher
- Cypel Grenen(inne języki) – najbardziej na północ wysunięty punkt Danii
- Kościół pod piaskiem
- Drachmanns' Hus
- Skagen Fortidsminder

## Ludzie związani z miastem
- grupa Malarze ze Skagen
- Anna Ancher
- Michael Ancher
- Peder Severin Krøyer
- Holger Drachmann
- Laurits Tuxen
- Carl Locher
- Viggo Johansen
- Christian Krogh
- Oscar Björck

## Galeria

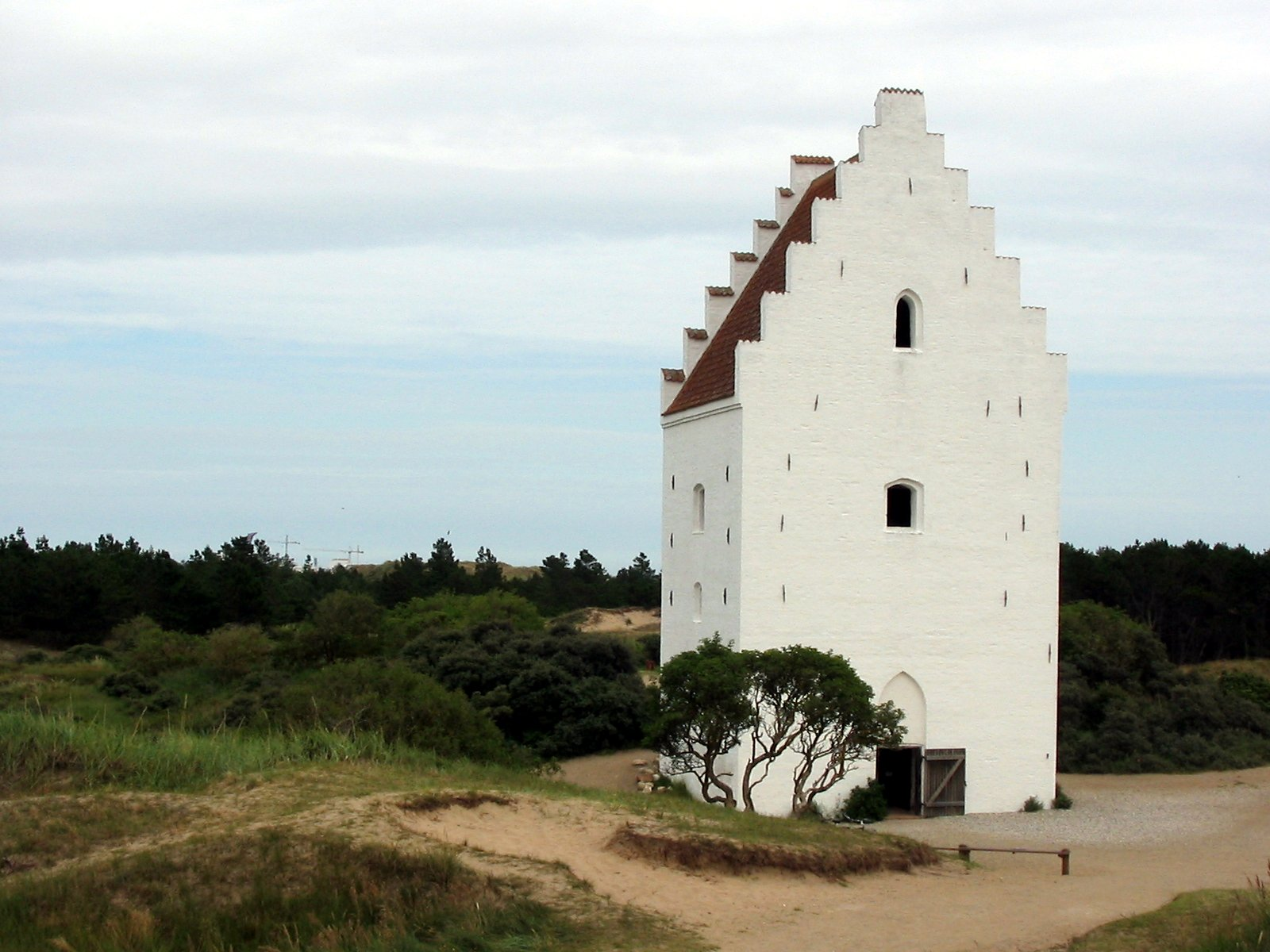
Wieża kościoła pod piaskiem
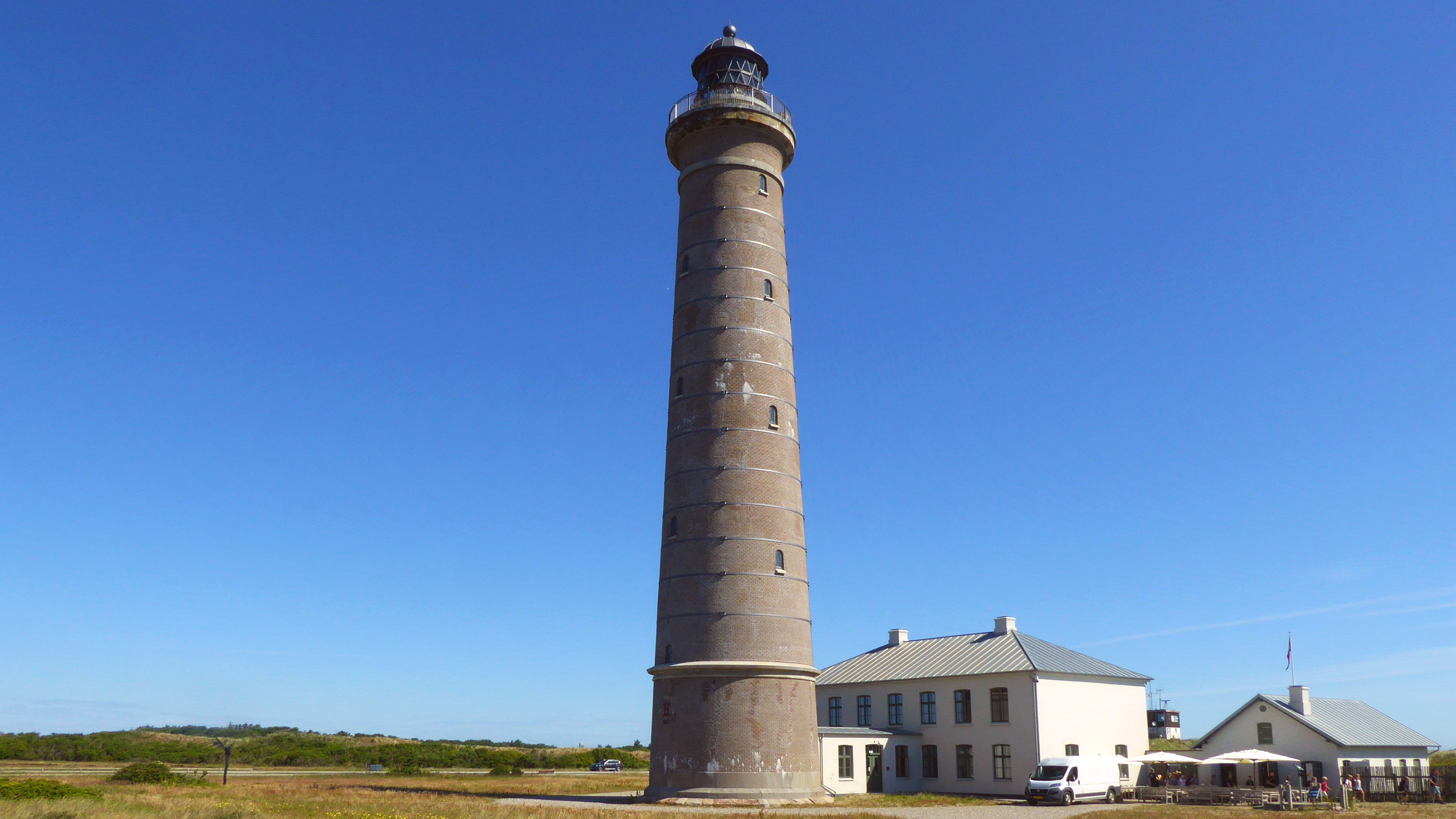
Latarnia morska w Skagen
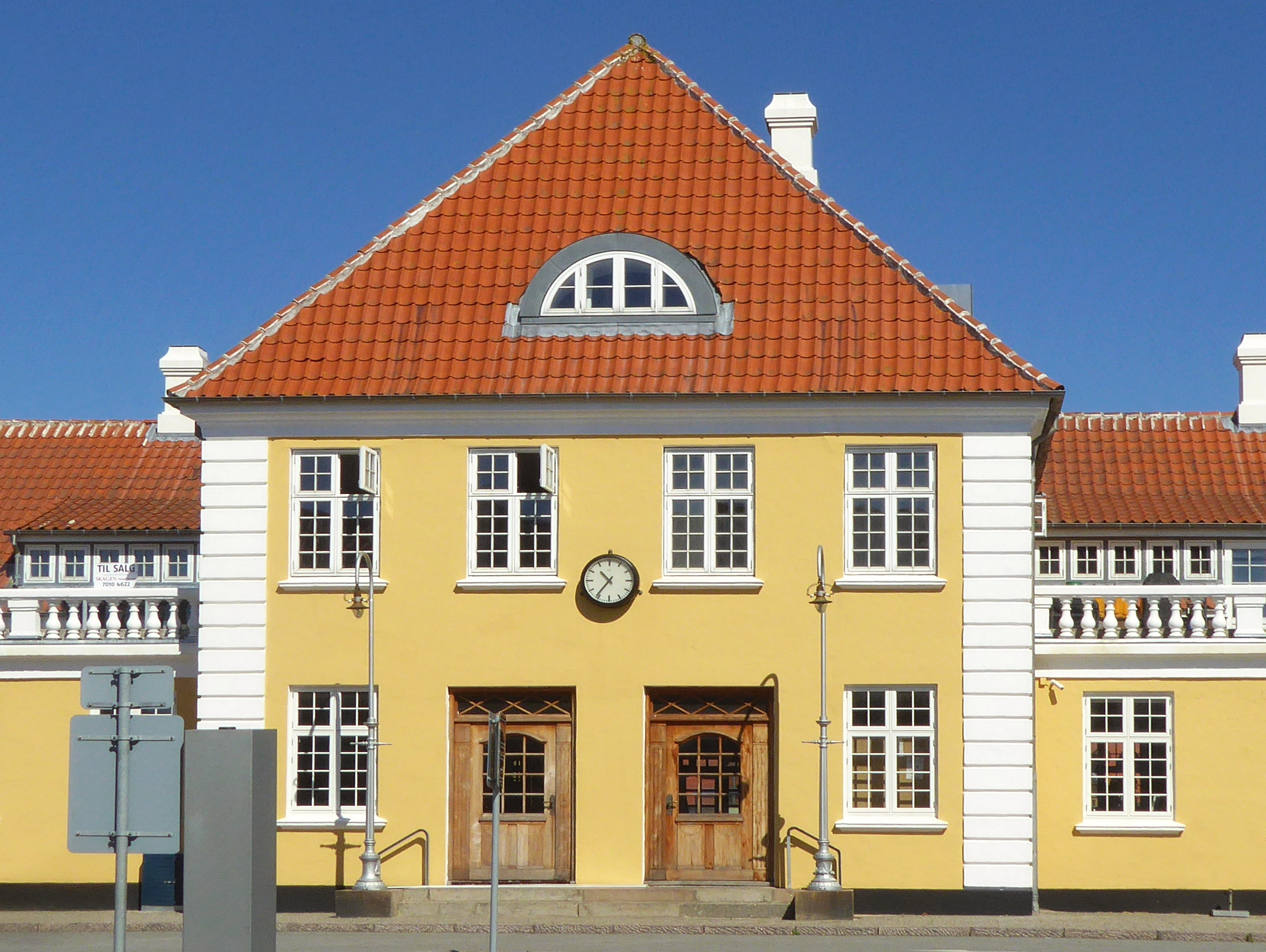
Stacja kolejowa Skagen
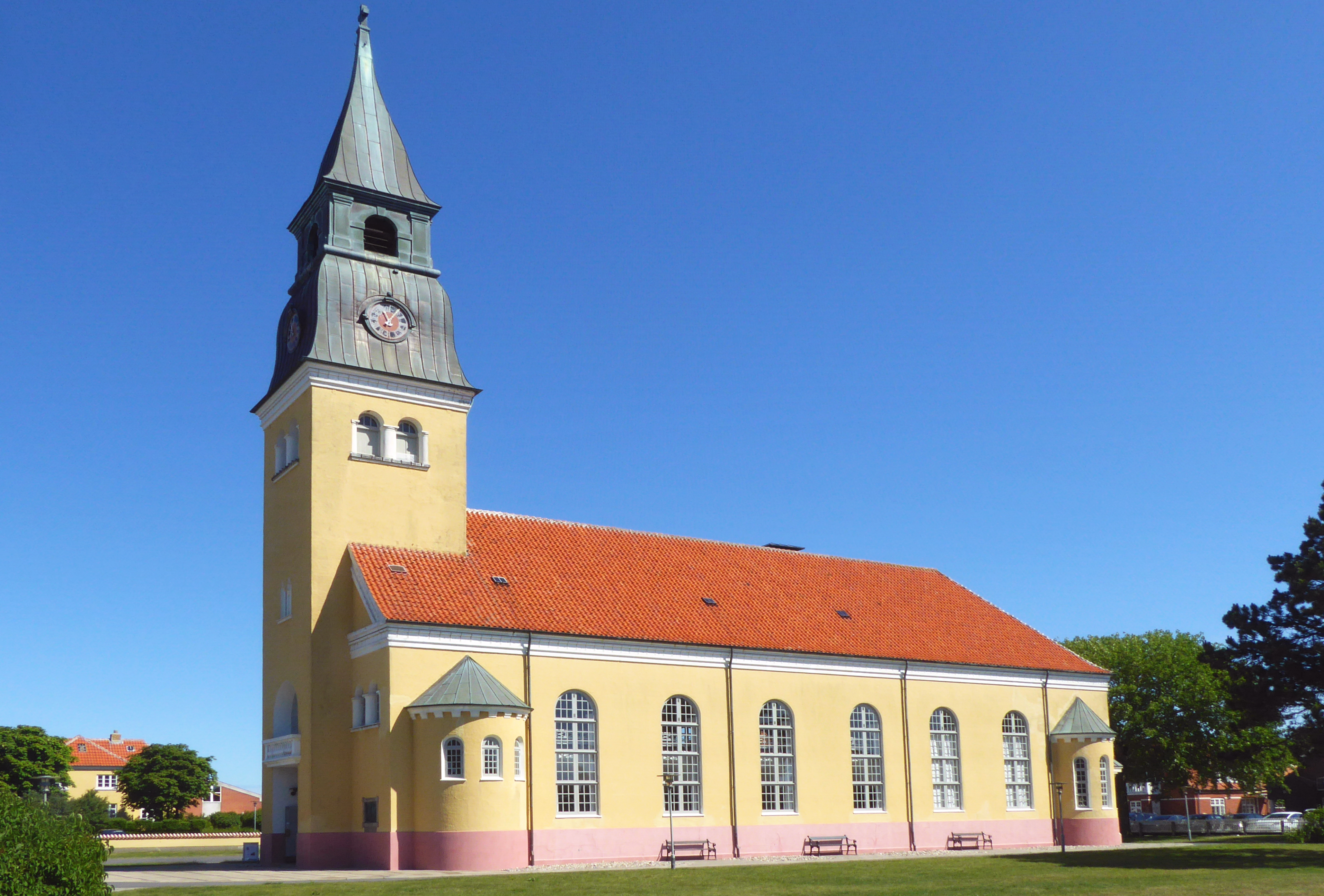
Kościół w centrum Skagen
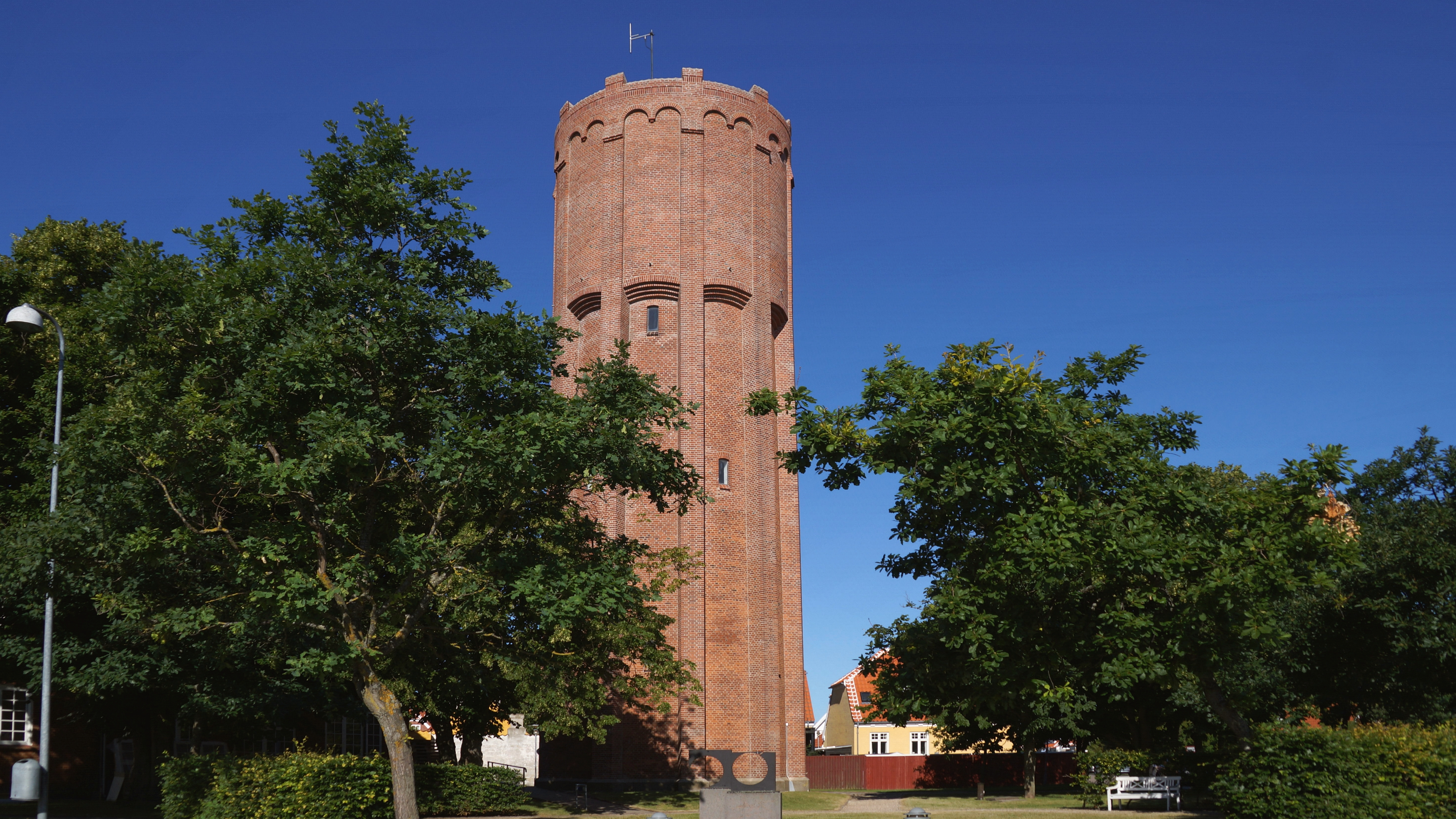
Wieża ciśnień z 1934 roku